# 대한민국 형법
대한민국 형법(大韓民國 刑法)은 대한민국에서 적용되고 있는 형법을 말한다. 대한민국에서 시행된 최초의 근대적 의미의 형법은 1912년 일제의 조선형사령(朝鮮刑事令)을 통해 적용된 일본 형법이다. 1912년부터 1953년까지 40여 년간 일본 형법이 의용(依用, 다른 나라의 법을 그대로 적용)되었으며, 1953년 9월 18일에 대한민국의 형법이 제정되었다.

## 기원
조선의 형법은 중국의 명률(明律)을 대체로 따랐지만 성리학적 이데올로기와 조선의 관습을 토대로 일정한 독자성을 가졌다. 1912년 일제 조선총독부는 제령 제11호로 조선형사령(朝鮮刑事令)을 공포하고 같은 해 4월 1일부터 일본 형법과 형사소송법 등을 조선에 직접 적용하였다. 조선형사령은 1945년 해방 이후에도 미군정의 군정법령 제21호와 대한민국 헌법 부칙에 따라 1953년 10월 2일까지 그 효력을 유지하였다.
한국전쟁의 휴전 50여 일 뒤인 1953년 9월 18일에 대한민국의 형법이 제정되었고, 15일 뒤인 10월 3일부터 시행되었다.
1953년에 제정된 대한민국 형법 조문 중 특히 개별 범죄의 구성요건을 규정한 각칙은 대부분 일본 형법을 번역한 수준에 그쳤다. 대한민국 형법은 종래 의용되어 오던 일본 형법에 비해 주관주의적 경향이 철저해졌고, 강도죄 등 극히 일부의 재산범죄를 제외한 대부분 범죄에 대해서 일본 형법보다 법정형이 무거운 경향을 나타내고 있는데, 특히 국가의 법익을 침해하는 범죄와 예비죄의 법정형이 매우 높고 예비를 처벌하는 범죄는 전부 음모죄를 처벌하고 있다.

## 개요

### 형의 종류
형의 종류에는 사형, 징역, 금고, 자격상실, 자격정지, 벌금, 구류, 과료, 몰수가 규정되어 있다.(형법 제41조) 사형은 생명형, 징역과 금고, 구류는 자유형, 자격상실과 자격정지는 자격형, 벌금과 과료, 몰수는 재산형이다.
징역과 금고는 무기형과 유기형으로 나뉘며, 유기형은 1개월 이상 30년 이하로 규정하고 있다. 다만, 형의 가중 시에는 50년까지 가중할 수 있다.(형법 제42조)

### 각론
각론은 형법상 각칙으로 규정하고 있으며, 형법상의 범죄와 이에 대한 처벌을 규정한 내용이다.

## 특별 형법
대한민국에는 형법 외에도 폭력행위 등 처벌에 관한 법률, 특정범죄가중처벌 등에 관한 법률, 특정경제범죄 가중처벌 등에 관한 법률, 국가보안법 등 많은 특별 형법이 존재하며, 이들은 특별법으로서 형법에 우선하여 적용된다.
그 밖에 5.18 광주 민주화 운동 관련 특별 형법도 존재하는데, 5·18민주화운동 등에 관한 특별법은 1979년 12월 12일과 1980년 5월 18일을 전후하여 발생한 신군부 등 군인 세력에 의한 헌정질서파괴범죄행위에 대한 공소시효정지 등에 관한 사항을 규정함으로써 국가기강을 바로잡고 민주화를 정착시키며 민족정기를 함양함을 목적으로 1995년 12월 21일 제정된 법률이다.(동법 제1조)

## 같이 보기
- 대한민국 민법
- 대한민국 헌법